# Dolní Lánov
Dolní Lánov (en allemand : Nieder Langenau) est une commune du district de Trutnov, dans la région de Hradec Králové, en Tchéquie. Sa population s'élevait à 793 habitants en 2020.

## Géographie
Dolní Lánov se trouve à 6 km au sud-est de Vrchlabí, à 18 km à l'ouest-nord-ouest de Trutnov, à 44 km au nord-nord-ouest de Hradec Králové et à 105 km au nord-est de Prague.
La commune est limitée par Lánov au nord, par Černý Důl à l'est, par Prosečné au sud, par Kunčice nad Labem et Vrchlabí à l'ouest.

## Histoire
La première mention écrite de la localité date de 1359.